# Автопортрет. Между часами и кроватью
«Автопортрет. Между часами и кроватью» — автопортрет Эдварда Мунка, написанный им между 1940 и 1943 годом. Является одной из последних крупных работ художника. 
Мунк изображает себя несчастным стареющим мужчиной. Позади него находится яркая комната, полная света и картин, написанных им когда-то. Мунк поместил свое нынешнее «я» между часами и кроватью, что символизирует неизбежное течение времени.